# Центральная Европа

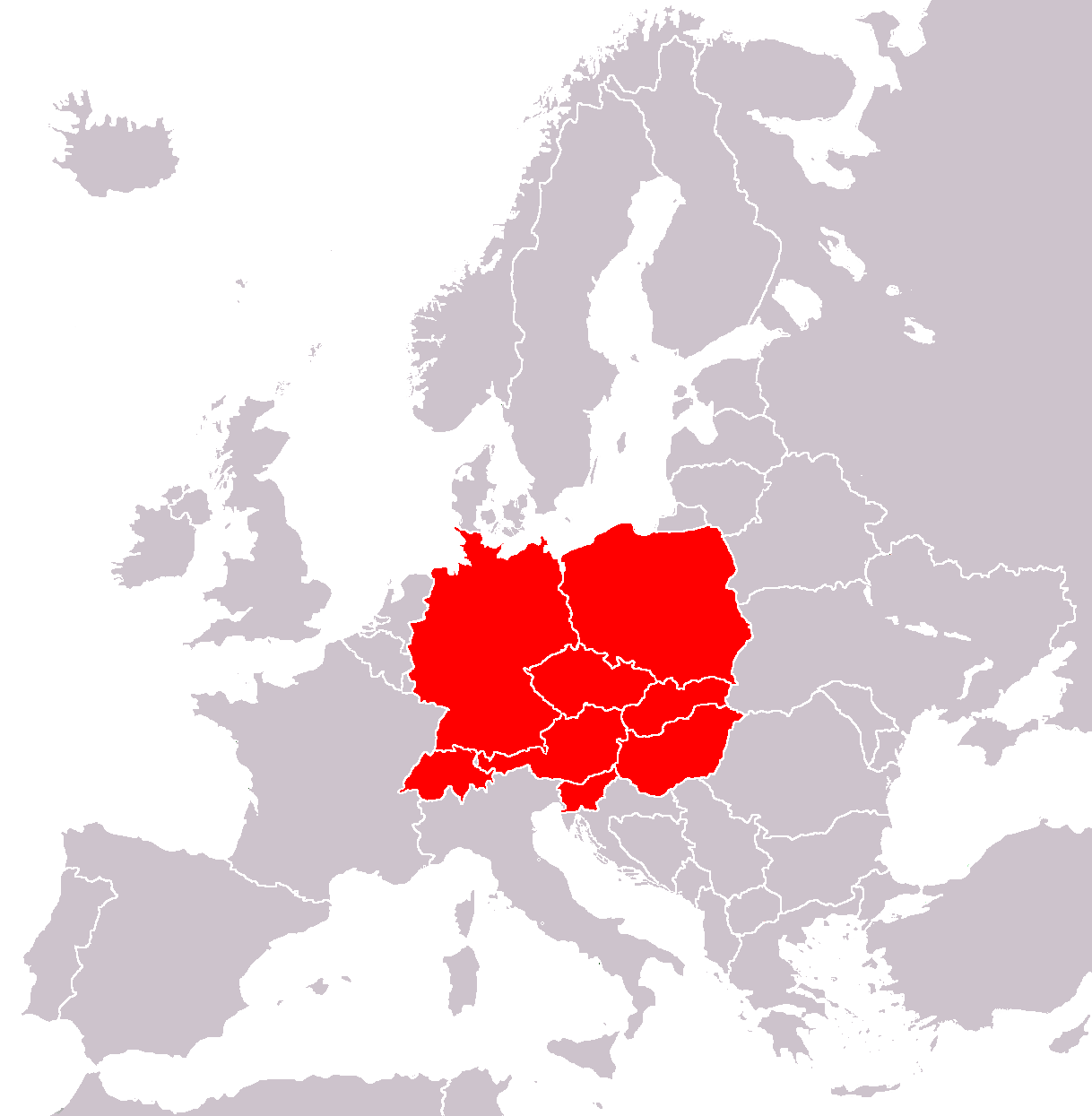
Центральная Европа согласно Всемирной книге фактов ЦРУ (2009), Энциклопедии Брокгауз и энциклопедии Британника (1998)

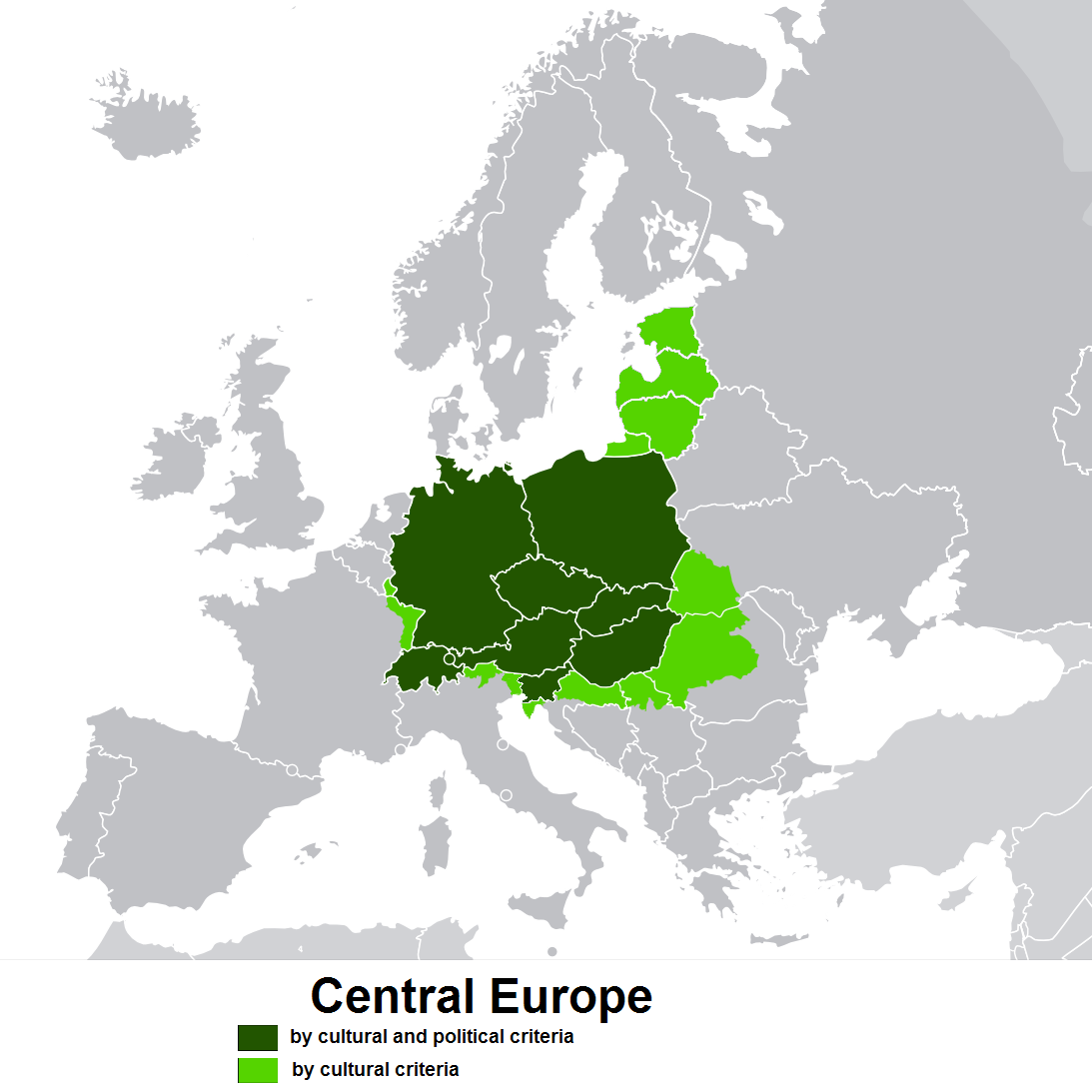
Центральная Европа по П. Джонсу (Институт региональной географии имени Лейбница (Leibniz Institute for Regional Geography)

Центральная Европа по определению комитета по географическим названиям Великобритании

Центральная Европа — условная часть Европы, которую указывают между Западной и Восточной. Вопрос об её границах остаётся дискуссионным.

## Государства Центральной Европы
Концепция Центральной Европы остаётся предметом дискуссий, хотя страны, составляющие Вишеградскую группу, почти всегда де-факто считаются странами Центральной Европы. Разного рода источники относят к странам Центральной Европы различные страны, но наиболее часто к ним относят следующие:
- Австрия
- Венгрия
- Германия
- Лихтенштейн
- Польша
- Словакия
- Словения[7] (иногда относят к Юго-Восточной Европе[8])
- Чехия
- Швейцария

В зависимости от контекста центральноевропейские страны относят то к Западной, то к Восточной Европе. Например, Австрию могут относить к центральноевропейским странам, к восточноевропейским и западноевропейским.

### Прочие страны
Некоторые исследователи также относят к Центральной Европе следующие страны, основываясь на исторических, географических и/или культурных связях:
- Хорватия[15][16][17][18][19] (зачастую относят к Юго-Восточной Европе[20][21])
- Румыния (Трансильвания[22][23] и Южная Буковина)[24][25][26]

Страны Балтии, географически расположенные в Северной Европе, относят к Центральной Европе в немецком понимании этого термина, то есть к региону, который в нём обозначается как Mitteleuropa. Страны Бенилюкса в большинстве случаев относят к Западной Европе, а не Центральной. Тем не менее, их иногда упоминают в связи с Центральной Европой из-за их исторических, культурных и языковых связей.
Части следующих государств также иногда относят к Центральной Европе:
- Италия (Южный Тироль, Триест, Тренто, Гориция, Фриули)
- Сербия (Воеводина)
- Украина (Волынь, Галиция, Закарпатье[27] и Северная Буковина[23])
- Россия (Калининградская область).

## Языки

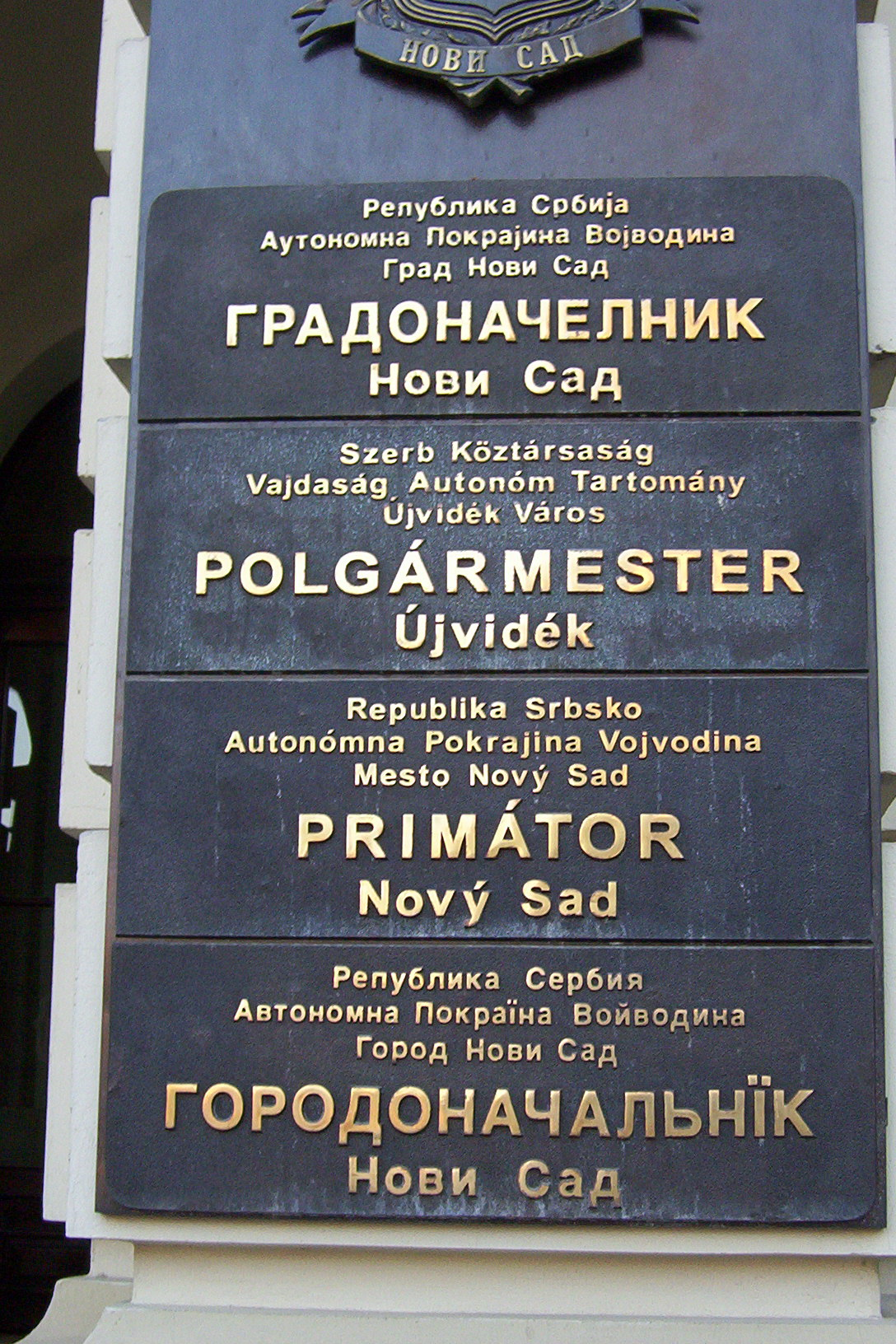
Таблички на здании мэрии города Нови-Сад (Сербия) на четырех языках: сербском, венгерском, словацком и южнорусинском

В Центральной Европе говорят на немецком языке, славянских языках, венгерском языке (финно-угорский язык). В Швейцарии кроме немецкого говорят также на  французском, итальянском и  ретороманском языках. В странах Балтии говорят на балтийских языках и финно-угорском эстонском языке. Также в Центральной Европе проживает много цыган, говорящих на цыганском языке. До Второй мировой войны в Центральной Европе жило много евреев-ашкеназов, говоривших на идише; в настоящее время евреев в этом регионе осталось очень мало и на идише они более не говорят.

## Концепция Центральной Европы
Центральная Европа — не столько географическая реальность, сколько историческая, в определённом смысле историко-идеологическая концепция.
Фридрих Науман выдвинул очерченную им в одноимённой книге в разгар Первой мировой войны концепцию Mitteleuropa (нем. — «срединная Европа»). В ней Центральная (точнее, «Средняя») Европа рассматривалась как сфера влияния Германии, расширенная после её предполагаемой победы в войне, но при этом и оговаривалась необходимость строить сотрудничество между странами региона, прежде всего экономическое, на взаимовыгодной основе.
В новом виде концепция Центральной Европы стала предметом относительно широких дебатов в 1980-е годы. Принадлежность Польши, Чехословакии, Венгрии к сфере влияния СССР вызывала у большей части элиты этих стран неприятие. Отсюда возникла концепция о необходимости в будущем «вернуться в Европу», которая отождествлялась таким образом с Западной Европой. Именно в рамках этой концепции было написано эссе Милана Кундеры о Центральной Европе, которую он описывал как Европу «похищенную», пленённую чуждым ей Востоком, олицетворяемым Россией/СССР.
Фактически «легализация» концепции Центральной Европы произошла уже после революций 1989 года, после падения коммунистических режимов. Стало ясно, что посткоммунистические преобразования в Польше, Чехии, Венгрии идут быстрее, чем в бывшем СССР (за исключением стран Балтии) и бывшей Югославии. Так «большая» социалистическая Восточная Европа 1940-1980-х годов стала рассматриваться как несколько регионов, одним из которых и стала новоявленная Центральная Европа.

## История
В отличие от Западной Европы, где основополагающим историческим явлением стала сильная монархия (британская, французская, испанская), воспринимаемая как национальная и Восточной Европы, где образовалась Российская империя, в которой господстввали русские, в Центральной Европе доминировали государственные образования с универсалистскими претензиями — «Священная Римская империя» или Габсбургская монархия, многонациональные и управлявшиеся династиями, которые не ассоциировали себя с тем или иным народом. Поэтому в Центральной Европе произошло запоздалое развитие национальных государств: в отличие от Западной Европы, где этот процесс начался уже в XV—XVI веках, в Центральной Европе это процесс начался лишь в XIX веке.

## Центральная Европа как экономический партнёр России
Существуют противоречивые оценки и экономических трактовок места и роли России во внешнеполитической и внешнеэкономической стратегии стран Центральной Европы, многочисленных точек зрения на формирование новой региональной идентичности центральноевропейских стран.
Экономический кризис постсоциалистических стран, обусловленный системной трансформацией, и дезинтеграционные процессы на постсоветском пространстве в 1990-х годах привели к демонтажу прежних механизмов экономического сотрудничества и переходу от режима беспошлинной торговли в рамках СЭВ к режиму наибольшего благоприятствования, в результате чего внешнеэкономическая переориентация стран Центральной Европы приняла характер однонаправленной тенденции.
Развитие процессов международной экономической интеграции в Центральной Европе в 1990-х годах привело к образованию в 2001 году зоны беспошлинной торговли между участниками центральноевропейской ЗСТ, балтийской ЗСТ и странами ЕС и ЕАСТ. Изоляция России, не участвовавшей в этих процессах, способствовала дальнейшему сокращению объёмов торгово-экономического взаимодействия России и стран Центральной Европы, деградации товарной структуры их внешнеторгового оборота.
На основе анализа трансформации торгового режима стран ЦЕ в связи с их вступлением в ЕС, а России в ВТО можно утверждать, что конкурентоспособность российских экспортёров энергоносителей будет ухудшаться в силу того, что в полную силу вступили требования ЕС о диверсификации источников импорта энергоресурсов и другие нормы законодательства ЕС в области энергетики.